# Miocyphon punctulatus
Miocyphon punctulatus là một loài bọ cánh cứng trong họ Scirtidae. Loài này được Wickham miêu tả khoa học năm 1914.